# Ordinateur quantique

Circuit quantique représentant un algorithme d'un calculateur quantique (algorithme de Grover). La première ligne représente n qubits et la deuxième un qubit, les boîtes représentent des opérations, et le diagramme se lit de gauche à droite correspondant à la chronologie des opérations.

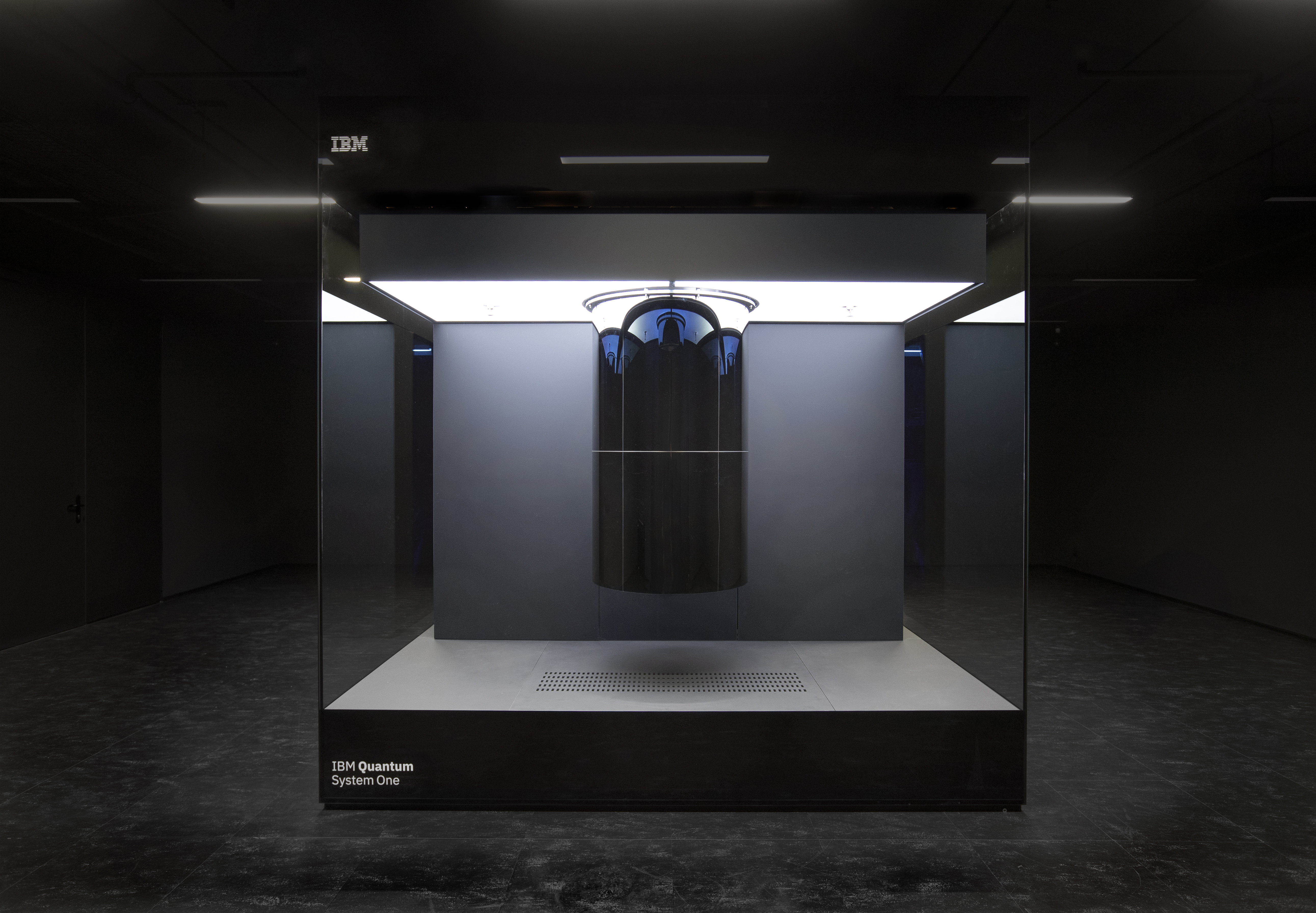
Quantum System One (ou IBM Q System One), ordinateur quantique d'IBM (2019), doté de 20 qubits.

Un ordinateur quantique, calculateur quantique, processeur quantique, ou système informatique quantique, utilise les propriétés quantiques de la matière, telles que la superposition et l'intrication, afin d'effectuer des opérations sur des données. À la différence d'un ordinateur classique basé sur des transistors travaillant sur des données binaires (codées sur des bits, valant 0 ou 1), l'ordinateur quantique travaille sur des qubits dont l'état quantique peut posséder plusieurs valeurs, ou plus précisément une valeur quantique comportant plusieurs possibilités simultanées.
De petits calculateurs quantiques ont été construits à partir des années 1990. Jusqu'en 2008, la difficulté majeure concerne la réalisation physique de l'élément de base : le qubit. Le phénomène de décohérence (perte des effets quantiques en passant à l'échelle macroscopique) freine le développement des calculateurs quantiques.
Le processeur quantique, unité dont les études et recherches sont en cours, est pour la première fois développé en 2009 à l'université Yale : il comporte deux qubits portés chacun par un milliard d'atomes d'aluminium posés sur un support supraconducteur.
Ce domaine est soutenu financièrement par plusieurs organisations, entreprises ou gouvernements en raison de l'importance de l'enjeu : au moins un algorithme conçu pour utiliser un circuit quantique, l'algorithme de Shor, rendrait possible de nombreux calculs combinatoires hors de portée d'un ordinateur classique en l'état actuel des connaissances. La possibilité de casser les méthodes cryptographiques classiques est souvent mise en avant. L'algorithme lui-même n'est pas quantique, il est porté par un ordinateur classique, la partie quantique ne concernant que l'unité de calcul.

## Intérêt des ordinateurs quantiques
L'empirique loi de Moore estimait que la taille des transistors approcherait celle de l'atome à l'horizon 2020. Dès 2015, Intel s'est heurté à des difficultés inattendues lui faisant retarder de six mois sa série Skylake gravée en 14 nanomètres, premier retard constaté sur la célèbre loi. Sous les 8 nanomètres, des effets quantiques étaient censés perturber le fonctionnement des composants électroniques, bien que des circuits présentés comme de 7 nanomètres soient annoncés chez des concurrents d'Intel en 2020.
La construction (éventuelle) de grands calculateurs quantiques (plus de 300 qubits) permettrait selon David Deutsch de faire certains calculs plus vite qu'un ordinateur classique qui serait aussi grand que l’Univers observable lui-même.
Les calculateurs quantiques demandent des techniques de calcul différentes de programmation, mais utilisent beaucoup l'algèbre linéaire classique pour conditionner et traiter simultanément des ensembles de données liées , plus un petit ordinateur classique externe juste pour enchaîner les opérations.
Que la réalisation de calculateurs quantiques de taille intéressante soit possible ou non à terme, leur premier avenir commercial ne serait probablement pas dans des applications grand public : le calcul quantique ne sait traiter que peu d’entrées et peu de sorties, avec autant de complexité que souhaité. Il se prête donc a priori très bien aux calculs dont la complexité réside dans la combinatoire. On trouve ces problèmes dans l’ordonnancement et les autres calculs de recherche opérationnelle, en bio-informatique, et bien entendu en cryptographie. Le faible volume des entrées-sorties par rapport à celui du traitement rend par ailleurs possible et même indiqué leur usage à distance à travers le réseau Internet. Certains sont ainsi mis à disposition de chercheurs via la société Amazon.
La combinatoire constitue le domaine d'application privilégié des futurs processeurs de calcul quantique. Ainsi il peut être très difficile de trouver tous les facteurs premiers d’un grand nombre (par exemple de 1 000 chiffres). Ce problème de factorisation est difficile pour un ordinateur ordinaire à cause de l’explosion combinatoire. Un circuit de calcul quantique pourrait résoudre ce problème en un temps polynomial, c’est-à-dire que pour l’ordinateur quantique, la difficulté augmenterait polynomialement au lieu d’augmenter exponentiellement.
Une analogie possible est de se représenter un calculateur quantique comme un processeur SIMD (carte graphique, par exemple) dont le nombre de pipelines serait {\displaystyle 2^{N}} fois le nombre N de qubits. L’analogie s’arrête là, un calculateur quantique ne pouvant fournir qu’un bit de résultat à la fois (l’état quantique étant détruit par l’observation), après quoi le calcul doit être recommencé pour demander le bit suivant. Un résultat de taille {\displaystyle 2^{N}} ne demande donc qu'un temps en O(N log(N)), ce qui est considérablement plus rapide que de la combinatoire classique à mesure que la valeur de N devient grande, même si ce n'est que de l'ordre du milliard. De même que l'on parle d'APU pour un processeur parallèle comme une carte graphique, on voit apparaître depuis 2021 la notion de QPU pour désigner un processeur quantique.

### Cryptographie
La cryptanalyse sera bien plus rapide que faite par un ordinateur classique, car augmentant de façon linéaire (en N) avec la taille N de la clé, et non de façon exponentielle (en 2N, par exemple) comme avec des méthodes de force brute, séquentielles ou même massivement parallélisées avec CUDA, voire des calculateurs très spécialisés. En effet, pour casser un chiffrement basé sur l'utilisation des nombres premiers, les ordinateurs actuels, même parallélisés, doivent résoudre ce problème dans un temps de calcul qui augmente exponentiellement avec la longueur de la clef. Ce caractère exponentiel s'évanouit dès qu'on passe de la base binaire (système actuel avec les bits) à une base de taille arbitraire et élevée grâce au qubit.
Les grandes capacités de factorisation permettraient ainsi à un calculateur quantique de casser de nombreux systèmes cryptographiques actuels, dont la plupart des méthodes de chiffrement asymétriques : RSA, ElGamal ou Diffie-Hellman. Ces algorithmes sont utilisés pour protéger des pages Web, des messages électroniques, et beaucoup d’autres types de données. Casser ces protections donnerait un « pouvoir » majeur à l’organisation ou au pays qui y parviendrait. Ce serait une sorte de réédition de l’exploit réalisé pour casser les codes Enigma.
Sécuriser un algorithme tel que RSA implique d'augmenter la taille de la clé, en suivant l'évolution des technologies permettant de casser des clés toujours plus longues. mais ceci ralentit le codage et la circulation des messages. Cette clé doit être plus grande que le plus grand des circuits de calcul quantique existants. Or la taille des moyens de calcul dont dispose par exemple la National Security Agency ne sera évidemment jamais rendue publique. La conséquence en est que les pays ou organismes voulant se protéger verront augmenter de plusieurs ordres de grandeur le coût et le délai de leurs communications, sans même jamais savoir si cela sert à quelque chose, et au prix d’une lourde réorganisation des communications, de leur coût, et de leur commodité.
Des moyens de chiffrement quantique existent déjà, et ne demandent pas de calculateur quantique. Leur utilisation est simplement plus complexe qu’un chiffrement standard ; ils rendent toute interception de message immédiatement détectable par altération de l'état quantique de celui-ci.
Des chercheurs comme Adeline Roux-Langlois et le cryptologue Benjamin Wesolowski (Unité de mathématiques pures et appliquées (CNRS/ENS de Lyon) travaillent, respectivement, à une  cryptographie post-quantique (qui fait l'objet d'un concours international annuel organisé par le National Institute of Standards and Technology) et à la création de cryptographies plus résistantes aux capacités attendues des futurs ordinateur quantique.

#### Cryptographie quantique
Si les transmissions quantiques se généralisaient dans l’avenir, elles pourraient assurer une confidentialité totale. On ne peut en effet pas réaliser une copie exacte de l'état intriqué d'un qubit : cette règle est connue sous le nom de théorème de non-clonage. Si un nœud intermédiaire essaie de copier une requête quantique, il la perturbera nécessairement. L'émetteur de la requête pourra détecter l'existence éventuelle de cette perturbation. Cette question pose toutefois aussi celle de la faisabilité de répéteurs.

### Intelligence artificielle
La résolution de tâches telles que la vision par ordinateur avec reconnaissance de formes d'objets complexes a fait un pas de plus en 2016-2017. Des universitaires de Californie ont appris à un ordinateur D-Wave 2X (processeur à 1 152 qubits)  à reconnaître des arbres à partir de centaines d'images satellites de la Californie, avec in fine des résultats corrects à 90 %, soit un peu plus précis qu'avec un ordinateur classique.

### Simulation de physique quantique et de physique des particules
Des circuits quantiques sont déjà utilisés pour des simulations de mécanique quantique et de physique des particules, fonction pour laquelle Richard Feynman les avait imaginés au départ. Ils y sont très utiles, car les calculs quantiques deviennent complexes dès qu’on sort de quelques cas triviaux.

### Prévisions financières
Les calculateurs quantiques sont envisagés pour étudier la nature stochastique des marchés financiers et construire de nouveaux modèles de prévisions. Ces nouveaux outils permettraient d'évaluer la distribution de résultats dans un très grand nombre de scénarios générés au hasard.[pas clair]

### Prévisions météorologiques
Hartmut Neven de Google note que les ordinateurs quantiques pourraient aider à construire de meilleurs modèles climatiques. Le service météorologique national du Royaume-Uni a déjà commencé à investir dans ces nouvelles technologies.

### Autres algorithmes
L'algorithme de Grover procède ainsi. Au lieu de parcourir tous les éléments d’une liste pour trouver celui qui répond le mieux à un critère (par exemple : recherche d’une personne dans l’annuaire pour trouver son numéro de téléphone), cet algorithme utilise des propriétés de superposition pour que la recherche se fasse de façon globale.[évasif] Les résultats devraient être en {\displaystyle \mathrm {O} ({\sqrt {N}})}, N étant le nombre de fiches (et O représentant la comparaison asymptotique), soit mieux qu’une base de données classique non optimisée, sous réserve de disposer d’un registre quantique de taille suffisante pour les calculs.
En 2009, Harrow, Hassidim et Lloyd proposent un algorithme de résolution (en) de systèmes linéaires avec un gain exponentiel. En décembre 2015, Google annonce avoir implémenté sur une machine D-Wave l'algorithme du recuit simulé quantique (en) proposé en 1994 par Finilla, Gomez, Sebenik et Doll. L'implémentation faite est cent millions de fois plus rapide qu'une implémentation de recuit simulé standard. En décembre 2024, Google annonce dans Nature la réalisation d'un ordinateur quantique de 105 qubits, qui réalise en moins de cinq minutes un calcul qui prendrait dix septillions d'années (1043 ans) sur les supercalculateurs actuels les plus puissants.
En résumé, des circuits de calcul quantique apporteraient un plus aux ordinateurs classiques dans plusieurs types d’applications :
- décomposition en produit de facteurs premiers ;
- calcul de logarithme discret ;
- simulation de physique quantique ;
- résolution de systèmes linéaires ;
- minimisation de fonction ;
- recherche dans une base de données.

## Contraintes techniques

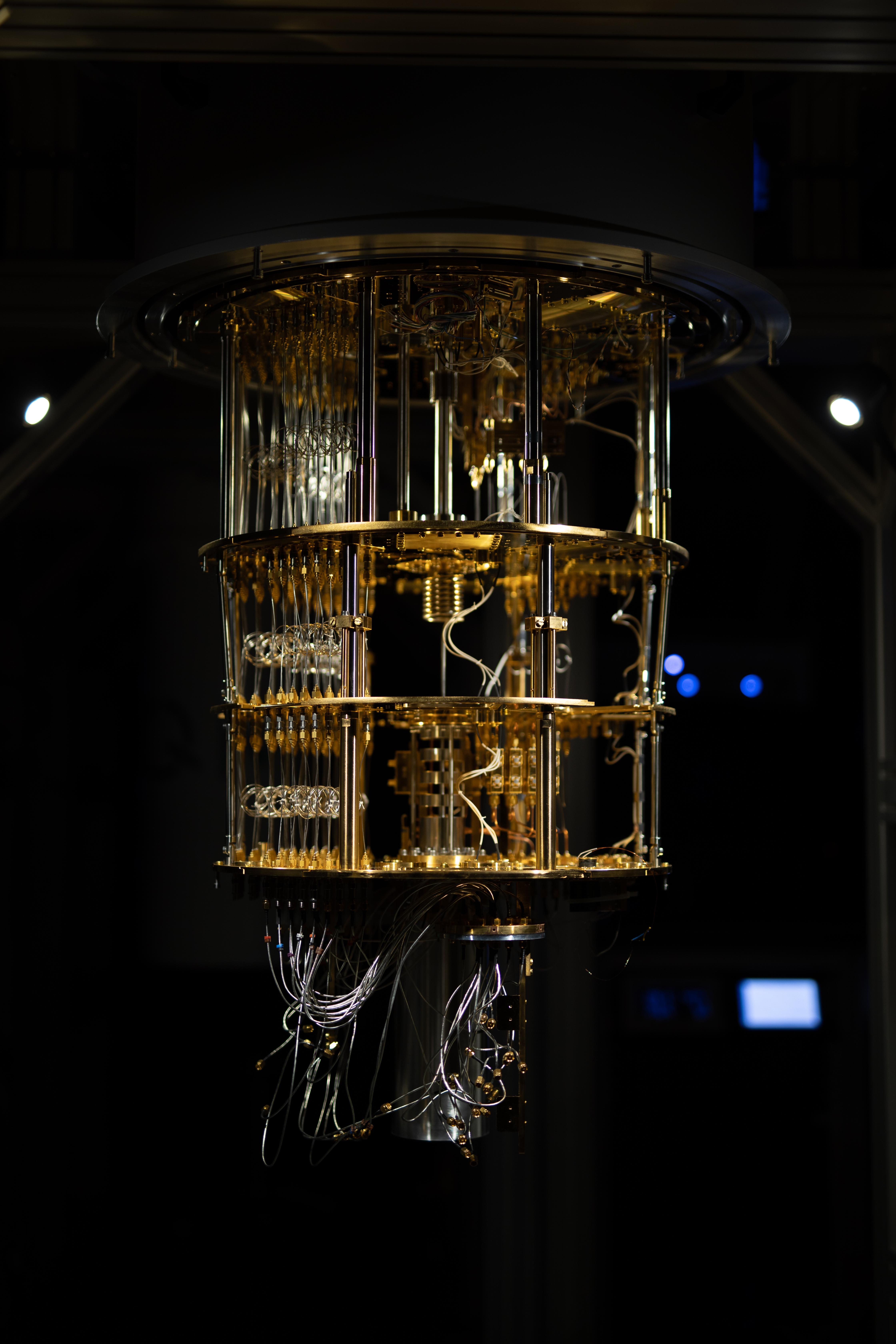
Structure d'un ordinateur quantique d'IQM, installée à Espoo (Finlande).

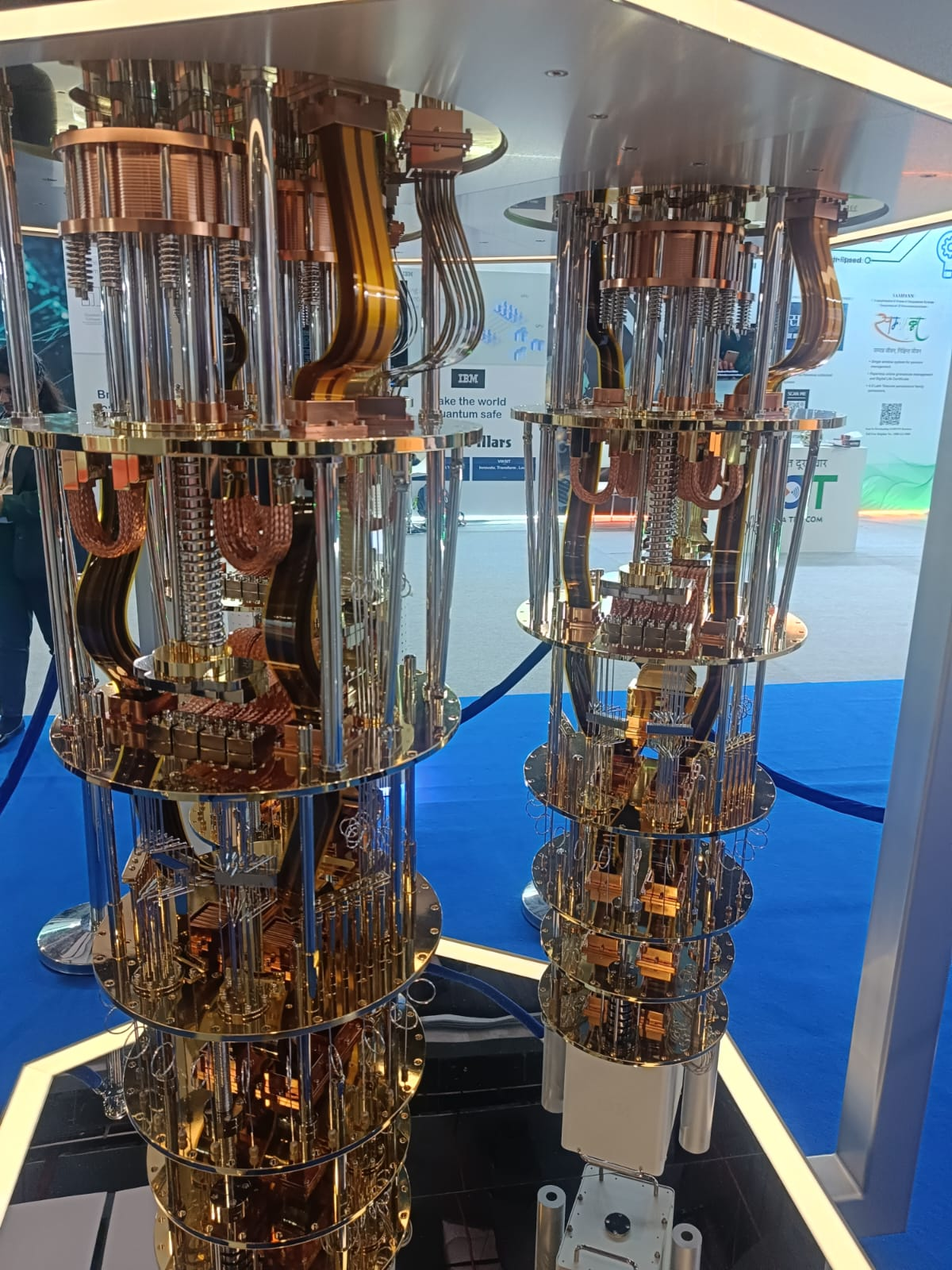
Autre exemple d'ordinateur quantique d'IBM (ITUWTSA 2024, Delhi, Inde).

Les ordinateurs quantiques sont très vulnérables aux erreurs sur les qubits, ce qui nécessite des codes correcteurs très sophistiqués ; les rayons cosmiques semblent suffisants pour créer une quantité d'erreurs telle qu'il soit impossible de toutes les corriger ce qui pourrait rendre nécessaire un important blindage pour protéger les machines.
Pour quantifier le nombre de qbits réellement utilisables, IBM a développé la notion de volume quantique qui dépend de la topologie du circuit. La racine carrée de ce volume quantique correspond au nombre de qubits effectivement utilisables de façon fiable. IBM annonçant son intention de doubler ce volume tous les ans, cela correspond à 41,4% d'augmentation du nombre de qubits utiles par an.

## Historique
À la suite des travaux de Rolf Landauer sur la réversibilité logique et physique du processus de calcul, Charles Bennett d'une part, Edward Fredkin et Tommaso Toffoli de l'autre, présentent[Quand ?] indépendamment des modèles d'ordinateurs qui prouvent la faisabilité pratique de tels calculs. La réversibilité logique correspond ici à la possibilité de défaire une à une les opérations logiques effectuées en appliquant l'instruction inverse, tandis que la réversibilité physique implique l'absence de dissipation d'énergie, donc l'absence d'opération visant à effacer une information (principe de Landauer).
Or, les lois fondamentales de la physique étant réversibles (le remplacement du temps {\displaystyle t} par son opposé {\displaystyle -t} ne change pas substantiellement la forme des équations), le rapprochement entre théorie quantique et proccessus de calcul est acté par Paul Benioff en 1980 lorsqu'il décrit un ordinateur à partir des concepts quantiques, notamment de l'opérateur hamiltonien. En Russie, Yuri Manin fait une proposition semblable mais non relayée alors en occident faute d'être traduite.
En 1981, Rolf Landauer, Edward Fredkin et Tommaso Toffoli organisent la première Conférence sur la Physique du Calcul à la Endicott House du MIT, qui réunit une quarantaine de physiciens, informaticiens, ingénieurs ou curieux. Richard Feynman y prononce un discours centré sur l'idée de simuler exactement la mécanique quantique, tâche impossible pour les ordinateurs classiques. Il est bientôt suivi par David Albert.
De son côté, David Deutsch, imagine en 1979 un calculateur basé sur la mécanique quantique, dans le but de tester la théorie des univers multiples de Hugh Everett. Son article n'est toutefois publié qu'en 1985, avant un second texte dans lequel Deutsch énonce un problème pour lequel le parallélisme quantique assurerait une résolution certaine et plus rapide qu'un ordinateur classique. En 1992, David Deutsch et Richard Jozsa écrivent l'algorithme éponyme en réponse à ce problème.
L’idée de Feynman était : « Au lieu de nous plaindre que la simulation des phénomènes quantiques demande des puissances énormes à nos ordinateurs actuels, utilisons la puissance de calcul des phénomènes quantiques pour dépasser nos ordinateurs actuels ».
Jusqu'au milieu des années 1990, les physiciens sont partagés quant à la possibilité d'une réalisation pratique, en partie à cause du phénomène d'interaction du système quantique avec son environnement, qui provoque la décohérence et la perte de tout ou partie de l'information calculée.
Mais :
- en 1994, Peter Shor, chercheur chez AT&T, montre qu’il est possible de factoriser des grands nombres dans un temps raisonnable à l’aide d’un calculateur quantique[39]. Cette découverte débloque brusquement des crédits. Shor propose l'année suivante l'un des premiers codes de correction d'erreur adapté aux systèmes quantiques[40] ;
- en 1996, Lov Grover[41], invente un algorithme utilisant un circuit (théorique) de calcul quantique qui permet de trouver une entrée dans une base de données non triée en {\displaystyle \mathrm {O} ({\sqrt {N}})}[d] ;
- en 1998, IBM est le premier à présenter un calculateur quantique de 2 qubits ;
- en 1999, l’équipe d’IBM utilise l’algorithme de Grover sur un calculateur de 3 qubits, puis bat ce record l’année suivante avec un calculateur de 5 qubits ;
- en 2001, le CEA a mis au point une puce en silicium utilisant trois nanojonctions Josephson appelée le quantronium : deux jonctions servent de qubit, la troisième sert d'instrument de mesure. Pour les qubits, ces circuits électroniques contiennent des états de spin dans des boites quantiques semi-conductrices. À long terme, ces systèmes « solides » offrent des perspectives intéressantes d'intégration à grande échelle[42] ;
- le 19 décembre 2001, IBM crée un calculateur quantique de 7 qubits et factorise le nombre 15[43] grâce à l’algorithme de Shor. Ces calculateurs à 7 qubits sont bâtis autour de molécules de chloroforme et leur durée de vie utile ne dépasse pas quelques minutes. On parle par dérision de wetware ;
- en 2006, Seth Lloyd, professeur au Massachusetts Institute of Technology (MIT), pionnier du calcul quantique et auteur du livre Programming the Universe, mentionne dans le numéro d’août 2006 de la revue Technology Review (p. 24) l’existence de calculateurs quantiques à 12 qubits[44] ;
- en avril 2006 l’Institut de traitement de l’information quantique de l’université d’Ulm en Allemagne présente la première micropuce européenne linéaire tridimensionnelle qui piège plusieurs atomes ionisés Ca+ de manière isolée ;
- le 13 février 2007, la société D-Wave annonce officiellement avoir réalisé un ordinateur quantique à base solide de 16 qubits ;
- le 14 décembre 2007, l’université du Queensland annonce travailler sur des circuits quantiques optiques[45] ;
- en avril 2008, un article publié dans Scientific American fait état d’une avancée[46] vers un calculateur quantique utilisant l’effet Hall quantique fractionnaire ;
- en 2009, des chercheurs de l’université Yale créent le premier processeur quantique rudimentaire transistorisé de 2 qubits, capable d’exécuter des algorithmes élémentaires[47] ;
- le 14 avril 2009, la société D-Wave annonce une puce quantique de 128 qubits[48]
- le 28 juin 2009, la revue Nature rend compte de la réalisation par une équipe de l’université Yale d’un circuit de calcul quantique solide pouvant être utilisé à terme dans un calculateur quantique[49]. Chacun des deux qubits qui le composent est constitué de plus d’un milliard d’atomes d’aluminium mais ces deux qubits agissent comme un seul qui pourrait occuper deux états d’énergie différents[50] ;
- en 2010, une équipe de l’université de Bristol crée un processeur quantique optique, en silicium, capable d’exécuter l’algorithme de Shor[51],[52] ;
- le 3 mars 2011, des physiciens de l'université de Sherbrooke trouvent un nouvel algorithme quantique important[53]. En 2011, le dispositif le plus complexe a été mis au point à l'université d'Innsbruck et comporte 14 qubits[54] ;
- en 2011, la société D-Wave annonce la première commercialisation d'ordinateur quantique le "D-Wave One". Le 25 mai 2011, la société Lockheed Martin achète le premier "D-Wave One", puis ce sera la NASA.
- en 2012, Enrique Martín-López, Anthony Laing, Thomas Lawson, Roberto Alvarez, Xiao-Qi Zhou et Jeremy L. O'Brien de l’université de Bristol créent un dispositif quantique optique, capable de factoriser le nombre 21 en exécutant l’algorithme de Shor[55] ;
- en mai 2013, Google lance le Quantum Artificial Intelligence Lab, hébergé par le Centre de recherche Ames de la NASA, avec un ordinateur quantique D-Wave 512 qubits. L'USRA (Universities Space Research Association) invite alors les chercheurs à participer au projet et à étudier l'informatique quantique notamment pour l'apprentissage machine[56] ;

### 2014
- en janvier 2014, le Washington Post révèle, sur la base de documents fournis par Edward Snowden, que la NSA possède un programme de recherche de 79,7 millions de dollars (intitulé « Penetrating Hard Targets ») dont le but est de développer un ordinateur quantique, qui lui permettrait dans le principe d'espionner en toute transparence les communications chiffrées des entreprises comme des États. Toutefois il semble peu probable que la technique nécessaire soit au point, ou en passe de l'être[57],[58],[59] ;
- en 2014, un groupe de chercheurs de l'ETH Zürich, USC, Google et Microsoft réalise des tests sur le D-Wave Two. Les chercheurs rapportent n’avoir pas pu mesurer ni exclure une accélération quantique[60] ;
- en 2014, les chercheurs de l'université de Nouvelle-Galles du Sud parviennent à utiliser du silicium comme protection autour des qubits, ce qui a pour effet de les rendre plus précis et d’augmenter la durée pendant laquelle ils conservent l’information. Ce qui pourrait faciliter la construction d’ordinateurs quantiques à terme[61] ;
- à la suite des avancées techniques annoncées par une équipe australienne[62], Brian Snow, ancien directeur technique de la NSA, met en garde contre la perte possible à terme de tout secret des transmissions sur l'Internet ;

### 2015
- en avril 2015, les scientifiques d'IBM rendent publique deux avancées critiques pour la réalisation d'un ordinateur quantique. Les chercheurs ont été capables de détecter et de mesurer simultanément les deux types d'erreurs quantiques. Les chercheurs ont également développé une nouvelle conception de circuit de bit quantique qui pourrait être utilisé pour un plus grand nombre de qubits[63] ;
- en juillet 2015, 2 chercheurs prétendent avoir trouvé un algorithme quantique qui résout en temps polynomial le problème SAT[64] ;
- en octobre 2015, des chercheurs de l'université de Nouvelle-Galles du Sud ont construit pour la première fois une porte logique quantique en silicium[65] ;

### 2016
- premier trimestre 2016 : la revue Nature Photonics signale que des chercheurs « du CNRS, de l'université Paris Diderot et de l'université Paris-Sud » font avancer une voie utilisant les photons en mettant au point une source de paires de photons intriqués « 15 fois plus brillante que les sources usuelles »[66] ;
- IBM annonce au deuxième trimestre 2016 sa mise à disposition de moyens de calcul quantique par Internet[67] ;
- en août 2016, les scientifiques de l'Université du Maryland construisent avec succès le premier ordinateur quantique reprogrammable[68],[69] ;
- 26 octobre 2016 : la découverte de particules similaires aux fermions de Majorana est annoncée comme ouvrant de nouvelles voies possibles au calcul quantique[70] ;
- en octobre 2016, l'Université de Bâle décrit une variante d'ordinateur quantique basé sur des trous d'électrons qui, au lieu de manipuler des spins d'électrons, utilise des trous électroniques dans un semi-conducteur à basse température qui sont beaucoup moins vulnérables à la décohérence. Le prototype a été baptisé ordinateur quantique « positronique » car la quasi-particule se comporte comme si elle avait une charge électrique positive[71] ;
- 7 novembre 2016 : la compagnie Atos dirigée par Thierry Breton lance un programme de simulation de calcul quantique afin que des algorithmes soient mis au point et prêts dès la disponibilité éventuelle de circuits quantiques généraux. Le calculateur serait simulé en attendant cette disponibilité sur supercalculateur Bull Sequana (avril 2016) qui devrait atteindre 1 exaFLOPS, soit 1018opérations flottantes par seconde[72] ;
- 22 novembre 2016 : Microsoft annonce que l'informatique quantique est désormais en tête de ses priorités et qu'elle lui voit davantage d'avenir qu'aux PC[73] ;
- en 2016, le professeur Gérard Berry, du Collège de France, rappelle que la machine actuelle de D-Wave n'est pas un calculateur quantique général, mais optimisé pour un type de calcul nommé le recuit simulé, qui se prête bien au calcul quantique. Sans minimiser la portée de cette réalisation, il invite à relativiser pour le moment tout enthousiasme prématuré[74]

### 2017
En 2017, les avancées chez Google, Intel et plusieurs autres groupes de recherche suggèrent que la réalisation d’ordinateurs quantiques à grand nombre de qubits sera peut-être accessible d’ici 4 à 5 ans. Ceci est rendu notamment possible par la disponibilité accrue de financement d’entreprises telles que Google, IBM, Intel et Microsoft pour la recherche et le développement de technologies variées nécessaires à la création d’un ordinateur quantique fonctionnel.
D’après Harmut Neven, responsable des recherches en calcul quantique chez Google, son équipe est sur le point de construire un système de 49 qubits d’ici la fin de l’année. Le nombre d'environ 50 qubits correspond au seuil, connu sous le nom de suprématie quantique, au-delà duquel aucun superordinateur classique ne serait capable de gérer la croissance exponentielle de la mémoire et la bande passante de communication nécessaire pour simuler son équivalent quantique. En d'autres termes, les superordinateurs peuvent actuellement donner les mêmes résultats que des ordinateurs quantiques de 5 à 20 qubits, mais à partir de 50 qubits cela devient physiquement impossible.
D’après Neven, des systèmes de 100 000 qubits révolutionneraient les industries des matériaux, de la chimie et des médicaments en rendant possibles des modèles moléculaires extrêmement précis. Un système d'un million de qubits, dont les applications informatiques générales sont encore difficiles à comprendre serait même concevable d’ici 2027.
- en mars 2017, des chercheurs de l'Université du Maryland réussissent à implémenter sur un ordinateur quantique programmable un algorithme de recherche développé 20 ans plus tôt en 1996 par les laboratoires Bell[76]. Ce travail ouvre la voie à des expérimentations plus ambitieuses comme le décryptage[77] ;
- mai 2017, IBM dévoile des nouveaux systèmes équipés de 16 et 17 bits quantiques (qubits) de volume quantique[78] ce qui représente une importante progression par rapport aux systèmes de 5 qubits précédents. À cette occasion IBM a confirmé son objectif de faire passer ses systèmes à 50 qubits ou plus dans les prochaines années[79]. IBM permet notamment aux chercheurs de tester leurs algorithmes sur ces nouveaux systèmes grâce à un service en ligne[80].
- juin 2017 : le 20 juin, Rigetti Quantum Computing Inc., ouvre son usine Fab-1, pour produire des galettes de silicium ("wafers") destinées au calcul quantique[81]
- juillet 2017 : le 4 juillet, à Bruxelles, est lancée la commercialisation de l’ATOS QLM (Quantum Learning Machine) permettant pour 100 000 euros de simuler 30 qubits. Le QLM pourra être étendu à 40 qubits par ajout de modules plats empilables genre pizza box. Leurs processeurs ne comportent pas plus de vingt cœurs, mais embarquent des centaines de gigaoctets de mémoire vive[82].
- À Moscou est présenté le même mois le premier simulateur quantique de 51 qubits au monde par Mikhail Lukin et quelques scientifiques russes et américains de l’Université Harvard sous sa direction[83],[84]. Le simulateur quantique de Lukin n'est pas un ordinateur quantique universel et le système n'est conçu que pour résoudre une équation spécifique qui modélise les interactions entre certains atomes[85].
- septembre 2017 : IBM réussit à simuler précisément la structure moléculaire de l'hydrure de béryllium (BeH2) sur un ordinateur quantique. Ces travaux montrent l’utilité des ordinateurs quantiques pour déterminer l'état de plus basse énergie (état non-excité) de molécules[86],[87]. Ces travaux pourraient à terme permettre de déterminer par exemple la structure et la fonction des protéines beaucoup plus rapidement qu'aujourd'hui[88]. La chimie et la médecine devraient bénéficier grandement du développement des calculateurs quantiques[87].
- octobre 2017 : la société Intel annonce à son tour un circuit de calcul quantique à 17 qubits[89].
- novembre 2017 : IBM réussit à faire fonctionner un calculateur à 50 qubits pendant 90 microsecondes atteignant le seuil théorique de la suprématie quantique[90].
- en 2017 : la société D-Wave annonce la commercialisation d'un ordinateur quantique de 2000 qubits[91].

### 2018
- janvier 2018 : Intel dévoile à son tour lors du CES 2018 un calculateur à 49 qubits[92].
- mars 2018 : Google dévoile Bristlecone, un processeur quantique de 72 qubits, lors de la réunion annuelle de l'American Physical Society à Los Angeles[93],[94].
- juillet 2018 : Atos dévoile une version de 41 qubits de sa Atos Quantum Learning Machine[95].

### 2019
- Janvier 2019 : IBM dévoile au CES le premier ordinateur quantique « compact » de 20 qubits dénommé IBM Q System One (en)[96]. Il représente un cube de verre de 2,74 mètres de côté (un volume de 20 m3). À l'intérieur, outre des composants électroniques, se trouvent une cuve d'hélium liquide et tout un équipement cryogénique qui doivent permettre aux qubits de fonctionner dans les conditions qui leur sont propres, soit une température proche du zéro absolu[97].
- Octobre 2019 : Google, en partenariat avec la Nasa et le laboratoire national d’Oak Ridge (ORNL), annonce avoir atteint la suprématie quantique, en créant le processeur quantique Sycamore, unité équipée d'une puce de 53 qubits et capable d'effectuer en 200 s un calcul qu'un superordinateur classique aurait mis environ 10 000 ans à réaliser[98],[99],[100],[101].

### 2020
- En mars 2020, la société Honeywell annonce des résultats prometteurs[102] à partir d'ions d'yttrium[103].
- Juin 2020 : Atos fournit le QLM-E, nouveau simulateur quantique 12 fois plus puissant que son précédent modèle[104].
- Juillet 2020 : le remplacement de la notion de qubit par celle de volume quantique tenant compte du taux d'erreurs, proposé par IBM et adopté par Honeywell est entériné[105].
- Décembre 2020 : l'Université de sciences et technologie de Chine revendique un nouveau record de vitesse de calcul[106] offert par l'ordinateur quantique photonique "Jiuzhang 1".

### 2021
- juillet 2021 : IBM améliore son IBM Quantum Composer, éditeur visuel de circuits de calcul quantique permettant de concevoir et envoyer en simulateur[107] ses propres circuits quantiques à  partir des composants standards[108].
- octobre 2021 : l'ordinateur quantique supraconducteur de 66 qubits Zuchongzhi 2 conçu par l'Université de sciences et technologie de Chine serait selon ses concepteurs, 1 à 10 millions de fois plus rapide que le Sycamore (55 qubits) de Google[109].
- novembre 2021 : IBM annonce Eagle, circuit de traitement quantique crédité par le constructeur[110] de 127 qubits et confirme travailler sur ses successeurs Osprey (433 qubits) prévu pour 2022, puis Condor (1121 qubits) en 2023[111], mais sans préciser combien de ces qubits seront destinés à la détection et correction d'erreurs.
- décembre 2021 : L'article d'un consultant[112] suggère que la question principale est beaucoup moins le seul nombre de qubits que leur rapport signal/bruit pour les besoins de calcul actuels.

### 2022
- janvier 2022 : Des fidélités d’opérations quantiques supérieures à 99 % ont été obtenues dans un processeur quantique en silicium à trois qubits[113],[114],[115],[116].
- novembre 2022 : IBM dévoile son nouveau processeur Osprey avec un record de 433 qubits[117],[118].

### 2023
- Première communication quantique entre 2 micropuces quantiques[119].
- février 2023 : Des chercheurs de Google Quantum AI sont parvenus à détecter et corriger les erreurs sans affecter l'information[120]. La réduction du taux d'erreur observé est de 4 % .

### 2025
- février 2025 : Microsoft dévoile Majorana 1, le premier processeur quantique à qubits topologiques, permettant de produire des qubits stables. Selon Microsoft, ce processeur ouvre la voie aux ordinateurs quantiques à un million de qubits et « constitue un jalon majeur vers les ordinateurs quantiques exploitables »[121], [122], [123].
- en mars 2025, des chercheurs de l'Université de sciences et technologie de Chine publie un rapport d'étude ayant pour objet le développement de « Zuchongzhi 3.0 », un prototype de processeur quantique doté d'une puce de 105 qubits transmon, une unité capable de traiter un quadrillion de fois plus rapidement de données qu'un superordinateur[124],[125].

Nvidia, après avoir estimé que les ordinateurs quantiques ne seraient pas efficaces avant 20 ans, a néanmoins en mars 2025 annoncé créer un laboratoire de recherche en informatique quantique à Boston, une collaboration avec Harvard et le MIT, puis (en mai 2025) une participation dans PsiQuantum, une startup développant un ordinateur quantique basé sur des  « qubits photoniques » (et qui en mars 2025, la lancé une levée d'au moins 750 millions de dollars auprès d’investisseurs dont BlackRock, pour une valorisation de 6 milliards de dollars) ; ce serait le premier investissement de Nvidia sur du matériel pouvant éventuellement largement surpasser ses puces actuelles.

## Projets en cours
De nombreux projets sont en cours à travers le monde pour construire concrètement des qubits viables et les réunir dans un circuit. Ces recherches mettent en œuvre de la physique théorique pointue. Les projets suivants semblent avancer à un rythme intéressant :
- les circuits supraconducteurs avec jonction Josephson, technologie sur laquelle IBM avait investi pour le calcul classique dans les années 1978-1985[127]. Cette technique permettrait d'envisager des circuits suffisamment résistants à la décohérence. Pour l’instant elle ne permet de coupler qu’au plus deux qubits, mais des recherches sont en cours pour en coupler davantage à l’aide d’un résonateur et d’un SQUID ;
- les ions piégés ; cette technique a permis le système possédant le plus de qubits intriqués.[réf. nécessaire] ;
- la résonance magnétique nucléaire ;
- les atomes provenant d’un condensat de Bose-Einstein piégés dans un réseau optique ;
- les cavités optiques ou micro-ondes résonnantes ;
- les boîtes quantiques (« quantum dots » en anglais) : ce sont des systèmes macroscopiques qui possèdent, malgré tout, les caractéristiques quantiques nécessaires pour l’élaboration d’un calculateur quantique. On appelle parfois de tels systèmes des atomes artificiels. Cette technique utilise des matériaux courants dans l’industrie des semi-conducteurs : silicium ou arséniure de gallium. Elle se subdivise en deux branches : l’une exploitant la charge électrique des qubits, l’autre leur spin (voir l’article spintronique).
- beaucoup d’autres projets plus ou moins avancés.

Plusieurs projets semblent susceptibles d'exploitation industrielle, mais les problèmes de base demeurent. Des recherches sont ainsi entreprises pour réaliser un ordinateur quantique à base solide, comme le sont nos microprocesseurs actuels. Ces recherches ont entre autres mené l’université du Michigan à une puce de calcul quantique capable d’être fabriquée en série, sur les lignes de productions existant actuellement. Cette puce permet en effet d’isoler un ion et de le faire léviter dans un espace confiné, à l’intérieur de la puce.

## Prix Nobel 2012
Le prix Nobel de physique 2012 a été décerné conjointement à Serge Haroche et David Wineland pour leurs travaux conjoints sur le maintien et l'observation des qubits.

## Principe de fonctionnement des calculateurs quantiques
Le fonctionnement des calculateurs quantiques est déterministe alors que la mécanique quantique est surtout connue pour son aspect probabiliste.
Un circuit de calcul, ou une position de mémoire, quantique pourrait être implémenté à partir de toute particule pouvant avoir deux états à la fois excité et non excité au même moment. Ils peuvent être construits à partir de photons présents à deux endroits au même moment, ou à partir de protons et de neutrons ayant un spin positif, négatif ou considérés avoir les deux en même temps tant qu’ils ne sont pas observés.
Ce "brouillard de valeurs" ne prend un sens que si l'on peut établir un calcul le faisant converger vers un état déterministe (par exemple "Oui ou non, le 432e chiffre de la clé peut-il être un 7 ?")

### Idées de la mécanique quantique
Les fonctions d’onde, qui décrivent l'état d'un système, sont issues de calculs déterministes. La source d’aléa est dans l’acte d’observation lui-même, c’est-à-dire la mesure. À la suite d'une mesure, le système quantique se fixe dans un état classique avec une certaine probabilité. On peut éliminer cette incertitude en formulant des expressions ne se traduisant que par oui ou par non (par exemple : « cette combinaison est compatible avec la clé » / « cette combinaison ne peut pas être la clé ». Pour certains algorithmes, il est nécessaire d’effectuer les calculs plusieurs fois jusqu’à ce que la réponse vérifie une certaine propriété.
En mécanique quantique, une particule peut posséder de multiples états simultanément : l'état de la particule est une superposition d'états possibles. Ce principe est illustré par la métaphore du chat de Schrödinger qui est, avant observation, à la fois mort et/ou vivant.
La mécanique quantique ne rend pas compte de notre ignorance du système mais décrit objectivement l'état de celui-ci. Les particules en puissance (elles n'en seront qu'après détection) possèdent bien cet état superposé et il en découle quelques propriétés inhabituelles à notre échelle. Une mesure sur un système quantique fixerait le système, avec des probabilités données par la fonction d'onde, dans un des états possibles alors constatable par tous les autres observateurs sans aléa. L'interprétation d'Everett propose une signification possible de ce phénomène. Un calcul quantique ne possède d'intérêt pratique que si l'algorithme qui le pilote peut forcer chaque qubit de la réponse cherchée (c'est-à-dire le signal de sortie du calculateur), une clé de chiffrement, par exemple, à une des valeurs 0 ou 1 avec une probabilité de 1. De tels algorithmes, comme ceux de Grover et de Shor, existent.

### Le qubit
La mémoire d’un ordinateur classique est faite de bits. Chaque bit porte soit un 1 soit un 0. La machine calcule en manipulant ces bits. Un circuit de calcul quantique travaille sur un jeu de qubits. Un qubit peut porter soit un un, soit un zéro, soit une superposition d’un un et d’un zéro (ou, plus exactement, il porte une distribution de phase, angle qui pour 0° lui fait prendre la valeur 1, pour 90° la valeur 0, et entre les deux la superposition d’états dans les proportions du sin2 et du cos2 de la phase). L’ordinateur quantique calcule en manipulant ces distributions. On n’a donc pas deux états en tout mais en théorie une infinité.
Toutefois, cette infinité n'est utilisable qu'en fonction d'une part de la précision de la mesure et d'autre part de son taux d'erreurs, ce qui a conduit IBM à ramener le nombre brut de qubits à ce qui en est utilisable avec précision, nommée le volume quantique.
L’état de plusieurs qubits réunis n’est pas seulement une combinaison des états respectifs des qubits. En effet, si un qubit est dans une quelconque superposition d’états {\displaystyle a\cdot \left|0\right\rangle +b\cdot \left|1\right\rangle }, deux qubits réunis sont quant à eux dans une superposition d’états {\displaystyle \alpha \cdot \left|00\right\rangle +\beta \cdot \left|01\right\rangle +\gamma \cdot \left|10\right\rangle +\delta \cdot \left|11\right\rangle }, avec {\displaystyle |\alpha |^{2}+|\beta |^{2}+|\gamma |^{2}+|\delta |^{2}=1}. Il s’agit cette fois d’employer la superposition des quatre états pour le calcul. C’est pourquoi la puissance de calcul théorique d’un calculateur quantique double à chaque fois qu’on lui adjoint un qubit. Avec dix qubits, on a 1024 états superposables, et avec n qubits, {\displaystyle 2^{n}}.
Un ordinateur classique ayant trois bits de mémoire peut stocker uniquement trois chiffres binaires. À un moment donné, il pourrait contenir les bits « 101 » ou une autre combinaison des huit possibles (23). Un circuit de calcul quantique ayant trois qubits peut en fait stocker seize valeurs, assemblées deux par deux pour former huit nombres complexes (combinaison linéaire complexe de huit états). Il pourrait contenir ceci :
{\displaystyle (0,37+i0,04)\cdot \left|000\right\rangle +(0,11+i0,18)\cdot \left|001\right\rangle +(0,09+i0,31)\cdot \left|010\right\rangle +(0,30+i0,30)\cdot \left|011\right\rangle +}
{\displaystyle (0,35+i0,43)\cdot \left|100\right\rangle +(0,40+i0,01)\cdot \left|101\right\rangle +(0,09+i0,12)\cdot \left|110\right\rangle +(0,15+i0,16)\cdot \left|111\right\rangle }
| État | Amplitude                                  | Probabilité                   |
| ---- | ------------------------------------------ | ----------------------------- |
|      | {\displaystyle (a+{\boldsymbol {i}}b)}     | {\displaystyle (a^{2}+b^{2})} |
| 000  | {\displaystyle 0,37+{\boldsymbol {i}}0,04} | {\displaystyle 0,14}          |
| 001  | {\displaystyle 0,11+{\boldsymbol {i}}0,18} | {\displaystyle 0,04}          |
| 010  | {\displaystyle 0,09+{\boldsymbol {i}}0,31} | {\displaystyle 0,10}          |
| 011  | {\displaystyle 0,30+{\boldsymbol {i}}0,30} | {\displaystyle 0,18}          |
| 100  | {\displaystyle 0,35+{\boldsymbol {i}}0,43} | {\displaystyle 0,31}          |
| 101  | {\displaystyle 0,40+{\boldsymbol {i}}0,01} | {\displaystyle 0,16}          |
| 110  | {\displaystyle 0,09+{\boldsymbol {i}}0,12} | {\displaystyle 0,02}          |
| 111  | {\displaystyle 0,15+{\boldsymbol {i}}0,16} | {\displaystyle 0,05}          |

La somme des probabilités fait bien 1. S’il y avait eu {\displaystyle n} qubits, cette table aurait eu {\displaystyle 2^{n}} lignes. Pour un {\displaystyle n} aux alentours de 300, il y aurait eu plus de lignes que d’atomes dans l’univers observable.
La première colonne montre tous les états possibles pour trois bits. Un ordinateur classique peut seulement porter un de ces états à la fois. Un calculateur quantique, lui, peut être dans une superposition de ces huit états à la fois. La deuxième colonne montre l’amplitude pour chacun des huit états. Ces huit nombres complexes sont un instantané du contenu de ce calculateur à un moment donné. Durant le calcul, ces huit nombres changeront et interagiront les uns avec les autres. En ce sens, un circuit de calcul quantique à trois qubits a bien plus de mémoire qu’un circuit de calcul classique à trois bits.
Cependant, il n’est pas possible de voir directement ces huit nombres. Quand l’algorithme est fini, une seule mesure est accomplie. La mesure retourne une simple chaîne de trois bits classiques et efface les huit nombres complexes. La chaîne de retour est générée aléatoirement. La troisième colonne donne pour chacune des chaînes possibles la probabilité qu'elle soit retournée lors d'une mesure. Dans cet exemple, il y a 14 % de chance que la chaîne retournée soit « 000 », 4 % que ce soit « 001 », ainsi de suite. Chaque nombre complexe est nommé « amplitude de probabilité » et chaque probabilité une « amplitude carrée », parce qu’elle est égale à {\displaystyle a^{2}+b^{2}}. La somme des huit probabilités est égale à un.
Typiquement, un algorithme utilisant le calcul quantique initialisera tous les nombres complexes à des valeurs égales, donc tous les états auront les mêmes probabilités. La liste des nombres complexes peut être imaginée comme un vecteur à huit éléments. À chaque étape de l’algorithme, le vecteur est modifié par son produit avec une matrice qui correspond à une opération quantique.
En pratique, on élimine l'aspect aléatoire en se débarrassant de la phase, par exemple en utilisant l'identité remarquable (a+bi) x (a-bi) = a^2 + b^2, dont le résultat est un nombre réel quels que soient a et b réels, et dont la mesure n'est donc entachée d'aucun aléa. C'est ce que fait l'algorithme de Shor.

### Contraintes physiques
On pourrait imaginer utiliser une molécule microscopique, pouvant contenir plusieurs millions de protons et de neutrons, comme ordinateur quantique. Celui-ci contenant plusieurs millions de qubits. Mais le calcul quantique exige du système qui le porte deux contraintes fortes pour être utilisable :
- il doit être totalement isolé du monde extérieur pendant la phase calcul (on parle alors de calcul adiabatique), toute observation ou tout effacement de données perturbant le processus[131] (de la même manière que si l'on observait l'atome qui décide de l'état du chat dans l'expérience du Chat de Schrödinger, l'état du chat serait alors soit mort soit vivant, au lieu d'être une superposition des deux). On ne le laisse communiquer à l’extérieur qu’avant (introduction des données) et après (lecture des résultats, ou plus exactement du résultat) ; l’isolement thermique total ne peut exister, mais si l’on arrive à le maintenir pendant le temps du calcul, celui-ci peut avoir lieu sans interférence. Ce phénomène d’interférence est appelé décohérence, c’est le principal obstacle à la réalisation d’un calculateur quantique. Le temps de décohérence correspond pour un système quantique au temps pendant lequel ses propriétés quantiques ne sont pas corrompues par l’environnement.
- il doit se faire sans la moindre perte d’information. En particulier tout circuit de calcul quantique doit être réversible. Dans les circuits logiques « classiques » certaines portes ne vérifient pas cette propriété (porte NAND par exemple). Cependant des astuces de construction permettent de contourner cette difficulté en conservant des informations supplémentaires non directement utiles. Toutes les portes classiques ont un équivalent quantique (voir Porte quantique).

Il existe des systèmes quantiques isolés naturellement comme les noyaux de certains atomes. Certains, comme le carbone 13, possèdent un moment cinétique, un spin, et peuvent donner lieu à différents états quantiques. Les cristaux de diamant qui contiennent des isotopes du carbone 12 (les noyaux du diamant sont composés jusqu’à 1 % de noyaux de carbone 13) permettraient théoriquement à température ambiante de stocker et de manipuler de l’information quantique. Une première technique consiste à manipuler par laser le spin des électrons d’un atome d’azote constituant les impuretés du diamant, et ainsi agir sur le couplage entre le spin de ces électrons et celui des noyaux du carbone 13.

## Une métaphore de Thierry Breton
Dans un entretien de vulgarisation avec Étienne Klein, Thierry Breton schématise le fonctionnement d'un calcul quantique comme un avis de recherche : si l'on cherche dans une salle de mille personnes quelqu'un mesurant plus de 1,80 m et parlant anglais, il compare l'informatique classique à l'interrogation de chaque participant un par un en posant les questions « Mesurez-vous plus de 1,80 m ? » et « Parlez-vous anglais ? » et en notant les numéros de ceux qui répondent « oui » aux deux questions, ce qui va prendre un certain temps. En calcul quantique, tout se passe comme si on lançait un appel général : « Les personnes mesurant plus de 1,80 m et parlant anglais peuvent-elles lever la main ? » et on a la réponse quasi instantanément. Thierry Breton parle de calcul holistique et non plus séquentiel. Reste à mettre au point des langages traitant globalement un ensemble de valeurs possibles comme une seule. Pour le moment, Atos travaille sur une sorte d'assembleur approprié, nommé AQAL (Atos Quantum Assembly Language). Le nom d'"assembleur" peut induire en erreur, puisqu'il s'agit d'un langage de description de traitements qui est au contraire indépendant de la machine utilisée (contrairement à un assembleur au sens classique, donc) à condition qu'elle respecte quelques grandes lignes d'une sorte de machine virtuelle.
Bernard Ourghanlian, directeur technique de Microsoft, présente la même caractéristique d'une façon similaire : « Quand on entre dans un labyrinthe, on a des dizaines et des dizaines de chemins possibles. Ce que fait un ordinateur traditionnel, c’est qu’il les explore un à un. Cela va prendre un certain temps, même s’il est doté de plusieurs processeurs, car chacun des processeurs exécute le même algorithme en parallèle. Avec un ordinateur quantique, la grande différence, c’est qu’on est capable d’explorer tous les chemins en même temps. On va évidemment aller beaucoup plus vite. »
Ce thème de l'exploration en temps linéaire d'un domaine exponentiellement complexe est également illustré par le docteur Dario Gil, avec un exemple dans le domaine de la chimie concernant les combinaisons possibles d'orbitales et quelques autres.
On pourra regarder dans l'article APL (langage) la méthode de calcul des nombres premiers qui essaie (du point de vue de l'utilisateur) « tous les diviseurs à la fois ». En cas d'implémentation des opérations primitives dans des circuits quantiques, la simplicité de calcul correspondrait à la simplicité d'écriture en APL.

## Simulation d’un calculateur quantique
Les bibliothèques de simulation de calcul quantique sur ordinateur classique se sont multipliées à partir de 2010. En voici quelques approches :

### Perl
Le 11 août 2000, Damian Conway a créé pour le langage Perl un module nommé Quantum::Superpositions qui permet de simuler (en faisant de l’algorithmique ordinaire en coulisses, bien sûr) le fonctionnement d’un périphérique de calcul quantique. Ce module est utilisable pour écrire et tester, en version maquette à quelques qubits simulés, des programmes écrits pour la logique quantique. Les programmes réalisés seront intégralement utilisables sur un périphérique de calcul quantique (s’il en existe un jour) ou un calculateur quantique distant en remplaçant les appels au module par les appels correspondant à ce périphérique local ou éloigné, sans toucher en rien au programme Perl lui-même excepté en ce qui concerne le nombre de qubits spécifié. On pourra alors tirer parti des capacités d’un calculateur quantique et effectuer ainsi des calculs plus complexes à temps égal.
Ce module est aujourd'hui (2018) maintenu par Steven Lembark.
La parallélisation massive de calcul permise par une carte graphique actuelle (2017) est un autre moyen possible de simuler dans des temps acceptables un parallélisme quantique sur un nombre restreint de qubits. Ainsi, une GTX 1080 (2560 processeurs à 1,6 GHz) ou avec d'autres API une Radeon Vega 64 (4096 processeurs à 1,6 GHz) peuvent simuler pour un millier d'euros et sur les types de problèmes qui s'y prêtent 11 ou 12 « faux » qubits - log2(2560) - pour mettre au point les programmes.
Le module munit Perl de deux fonctions testant globalement les tableaux : any() et all(). Dans la simulation, ces fonctions travaillent par itération sur les éléments et donc en un temps O(N). Dans un calcul quantique, leur temps d’exécution serait indépendant de N.
L’expression d’un calcul de primalité :
```
sub is_prime {
          my ($n) = @_;
          return $n % all(2..sqrt($n)+1) != 0
        }

```

n’est pas sans rappeler l’écriture en langage APL, qui lui aussi traite globalement les tableaux, ou d’un langage fonctionnel comme Haskell. Une extension de ce dernier nommé QHaskell (quantum Haskell) existe depuis 2006.
Un autre module propose également des simulations d'opérations quantiques, Quantum::Entanglement.
Le MIT, pour sa part, a placé en Open source un outil d’aide à l’architecture de circuits quantiques (théoriques) simples.

### Python
- Le framework qiskit permet de préparer des programmes utilisant des données quantiques en Python et de les envoyer pour exécution sur un simulateur ou un calculateur quantique IBM accessible par la Toile. Pour l'installer, tapez :

pip install qiskit
- Le préprocesseur Q# (Q-sharp) fournit un code Python appelant des fonctions de bibliothèque fournies par Microsoft[144]

### C
Les dépôts Debian et Ubuntu (Linux) proposent également via le gestionnaire de paquets APT la bibliothèque de sous-programmes C libquantum, qui implémente la simulation d'un registre quantique. Une interface permet de lui appliquer des opérations simples comme la porte de Hadamard. Les mesures se font soit (comme sur un véritable calculateur quantique) qubit par qubit, soit pour plus de simplicité sur le registre entier.
Les implémentations des algorithmes de Shor et de Grover sont fournies à titre d'exemple, ainsi qu'une interface pour la correction d'erreur quantique (QEC) et le support de la décohérence. Les auteurs en sont Bjorn Butscher et Hendrik Weimer.

### CUDA
Ce type de simulation n'est plus exclusivement logiciel, mais utilise le parallélisme des processeurs d'une carte graphique moderne (par exemple en 2017 la GTX 1080, 2560 processeurs) avec CUDA pour simuler directement les calculs simultanés, ce qui permet de simuler jusqu'à 11 qubits supplémentaires pour un coût et en un temps raisonnables.
Le constructeur Nvidia améliore en 2022 le logiciel de simulation quantique Qdiskit

### Centres de simulation
Par définition du terme, aussi longtemps qu'on reste en dessous du seuil dit de suprématie quantique, les mêmes calculs peuvent être effectués en calcul quantique et, plus lentement, en simulation numérique. Le groupe français Atos propose à cette fin ce qu'il nomme sa Quantum Learning Machine (QLM) simulant jusqu’à 40 qubits. Ajouter un qubit double soit le coût de la machine, soit le temps de calcul ainsi que la mémoire exigée. Cette machine se caractérise par une puissance de traitement pas très supérieure à celle d'un serveur muni de lames Xeon, mais possédant en revanche plusieurs téraoctets de mémoire vive (jusqu'à 48) afin de ne pas freiner les calculs (voir article).

### Le kit Q# (Q-sharp)
Microsoft met à disposition un kit nommé Q# disponible pour Windows et MacOS/Linux, en donne sur son site quelques exemples de programmes et a placé sur YouTube une conférence sur la programmation de calculateurs quantiques à destination des développeurs sur langages classiques.

### Tensorflow Quantum (TFQ)
Il s'agit d'une version permettant d'utiliser du calcul quantique dans TensorFlow, bibliothèque Open source destinée à l'apprentissage automatique. Elle permet de travailler avec Cirq (en) et les processeurs quantiques D-Wave ainsi que Sycamore de Google. L'ensemble a été annoncé le 9 mars 2020.

## Budgets
D'après un rapport de 2005 de l'Union européenne, les États-Unis consacraient alors 75 millions d'euros à ces recherches contre 8 millions pour l'Europe. Le Canada aurait dépensé à peu près à la même époque 12 millions d'euros par an, le Japon 25 millions et l'Australie 6 millions.
En 2023, l'entreprise française Pasqal fait une levée de fonds record de 100 millions d'euros pour le développement de ses ordinateurs quantiques. Cette levée de fonds permettra à l'entreprise de réaliser des recrutements et de développer la recherche,.

## Applications
IBM Q, la division quantique de IBM, donne quelques exemples d'applications du calcul quantique, dans la médecine, la logistique, la finance, et l'intelligence artificielle.
L'algorithme de Shor, permettant de décoder un chiffrement à clé publique, et celui de Grover, permettant d'effectuer une recherche d'éléments dans un espace de stockage, sont des exemples d'application du calcul quantique. De la même façon, certaines simulations numériques concernées par l’explosion combinatoire, pourraient tirer des bénéfices d'un calculateur quantique.
Dans les années 1970, la SNCF a dédié un appareil électronique classique au calcul fortement combinatoire. Celui-ci servait à optimiser les roulements sous contraintes. Il s'agissait de l’« Optimateur Cybco C100-1024 », qui opérait par exploration câblée de toutes les solutions possibles, en allégeant ses calculs par des considérations d'impossibilité et de symétrie. Depuis, la résolution de problèmes fortement combinatoires par des circuits spécialisés a fait l'objet de brevets.
En novembre 2008, Aram W. Harrow, Avinatan Hassidim et Seth Lloyd ont publié une méthode quantique permettant de résoudre des systèmes d’équations linéaires à matrices creuses en un temps O(log(n)) au lieu de O(n).
En réseaux de neurones, la méthode dite du greedy learning a été signalée en 2009 par D-Wave comme une application possible.
Dans le domaine de l'intelligence artificielle, pour le traitement automatique des langues, un traitement de texte pourrait modéliser l’univers associé au sujet et réagir à la sémantique qu’il pourrait en inférer. Ceci serait également possible avec la reconnaissance vocale et la reconnaissance de formes, en association avec la technologie de Deep learning.
JP Morgan Chase a établi un partenariat avec IBM et Samsung pour étudier les applications des ordinateurs quantique pour les opérations financières et la prédiction de leurs risques.
Le calcul quantique apportant un avantage quantitatif en matière combinatoire, sans en apporter au niveau du nombre des entrées-sorties (celles-ci restant séquentielles), il est essentiellement adapté aux problèmes dans lesquels les calculs combinatoires sont importants au regard du nombre de sorties. Cette particularité le rend adapté à un usage à distance, via Internet par exemple, et permet d'utiliser des systèmes encombrants et refroidis par cryogénie.
La question suivante a été soulevée dans la littérature : faut-il construire le modèle sur l’ordinateur « classique » puis le faire évaluer par le calculateur quantique, ou bien faut-il laisser tout le travail au calculateur quantique, au risque d’être moins rapide pour les tâches traditionnelles ? Des émulateurs de modèles quantiques ont été construits pour permettre d'apporter des éléments de réponse à cette question.
Des applications opérationnelles sont en cours de recherche pour l'utilisation d'ordinateur NISQ (noisy intermediate scale quantum).